# 施泰因格倫德湖

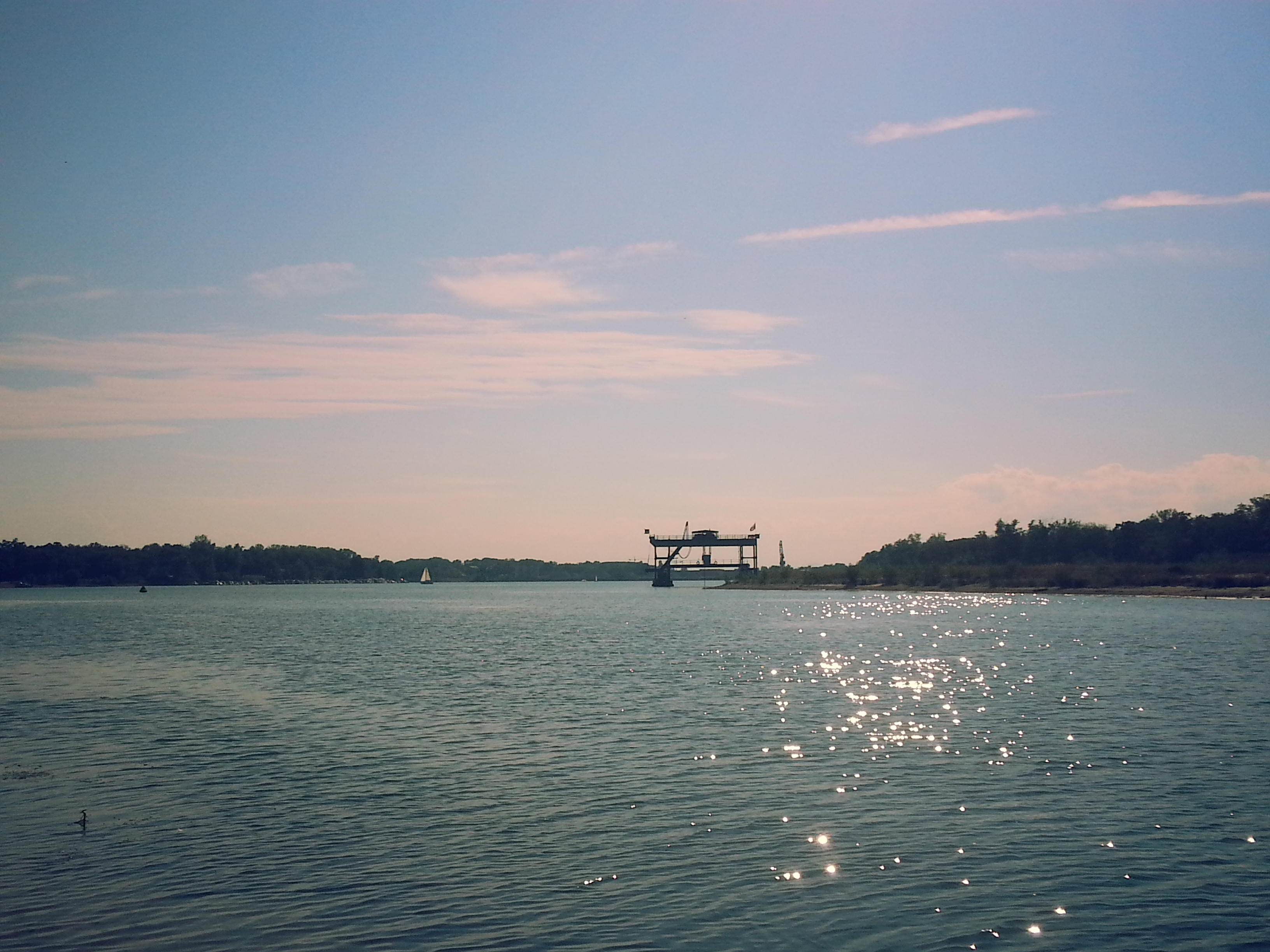

48°41′29″N 7°56′07″E / 48.691385°N 7.935154°E
施泰因格倫德湖（德語：Steingrundsee），是德國的湖泊，位於該國西南部，由巴登-符騰堡州負責管轄，長1.8公里、寬0.4公里，面積0.7平方公里，海拔高度126米，最大水深10米。